# Nationaal Museum van Estland
Het Nationaal Museum van Estland (Ests:Eesti Rahva Muuseum) is een museum in de Estse stad Tartu. Het museum werd in 1909 door de staat opgericht om de cultuur en geschiedenis van Estland in beeld te brengen. Toen in de decennia daarna meerdere archieven, bibliotheken en musea met hetzelfde thema opende in het land besloten ze zich meer te focussen op de volkscultuur van Estland. Sinds 1922 bevond het museum zich in het Raadi Landhuis, een voormalig huis voor de Baltisch-Duitse adel. Het museum werd in 1944 zwaar beschadigd door de gevechten tussen de Sovjet-Unie en Nazi-Duitsland. Na de Tweede Wereldoorlog werd het Raadi landhuis en landgoed verbouwd tot een militaire luchtbasis door de Sovjets. In 1988 werd het museum weer hersteld op zijn oude locatie. In 2006 werd er begonnen aan een grootschalige renovatie en modernisatie van het museum. Het museum heeft ook een collectie objecten van andere Fins-Oegrische volkeren

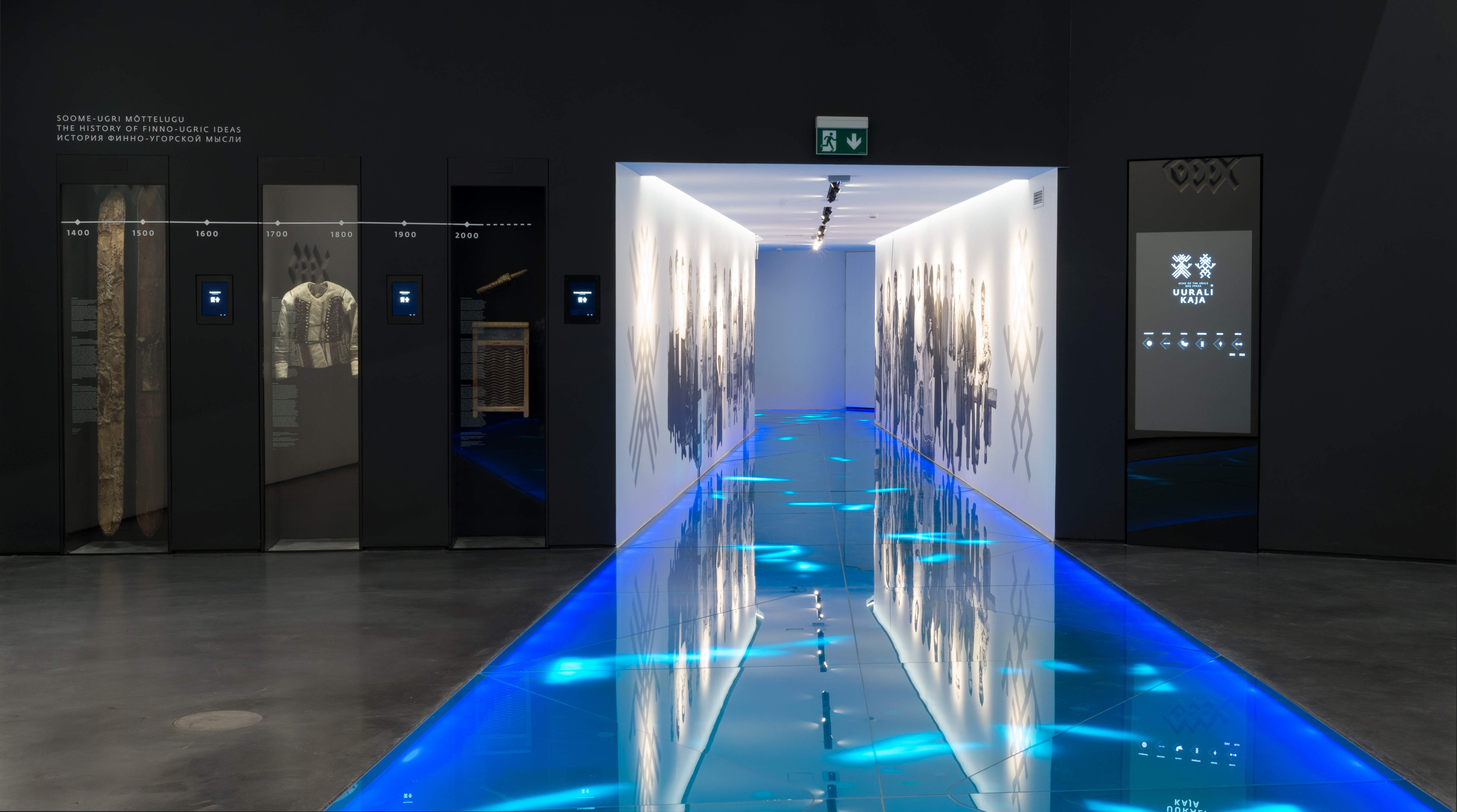
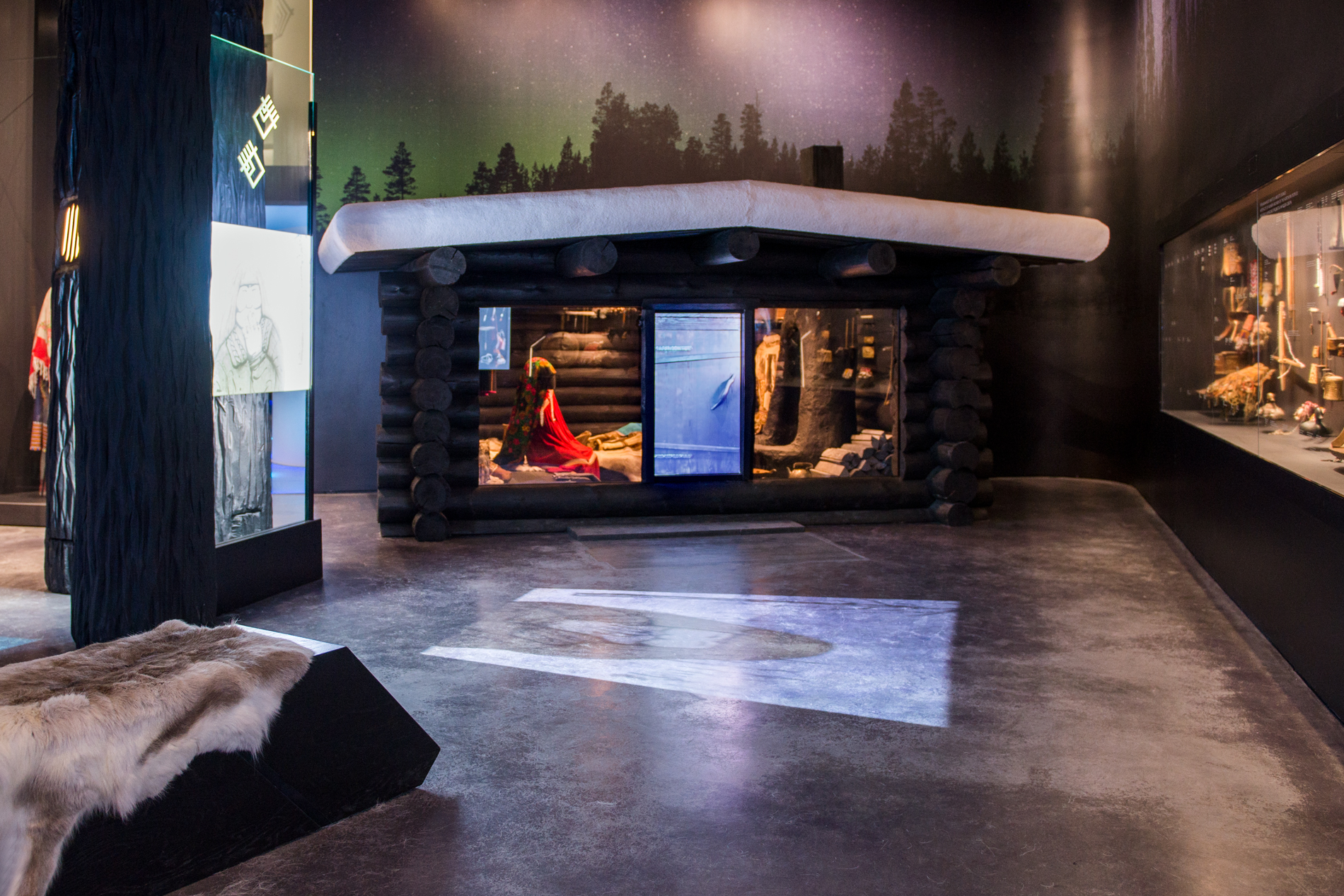
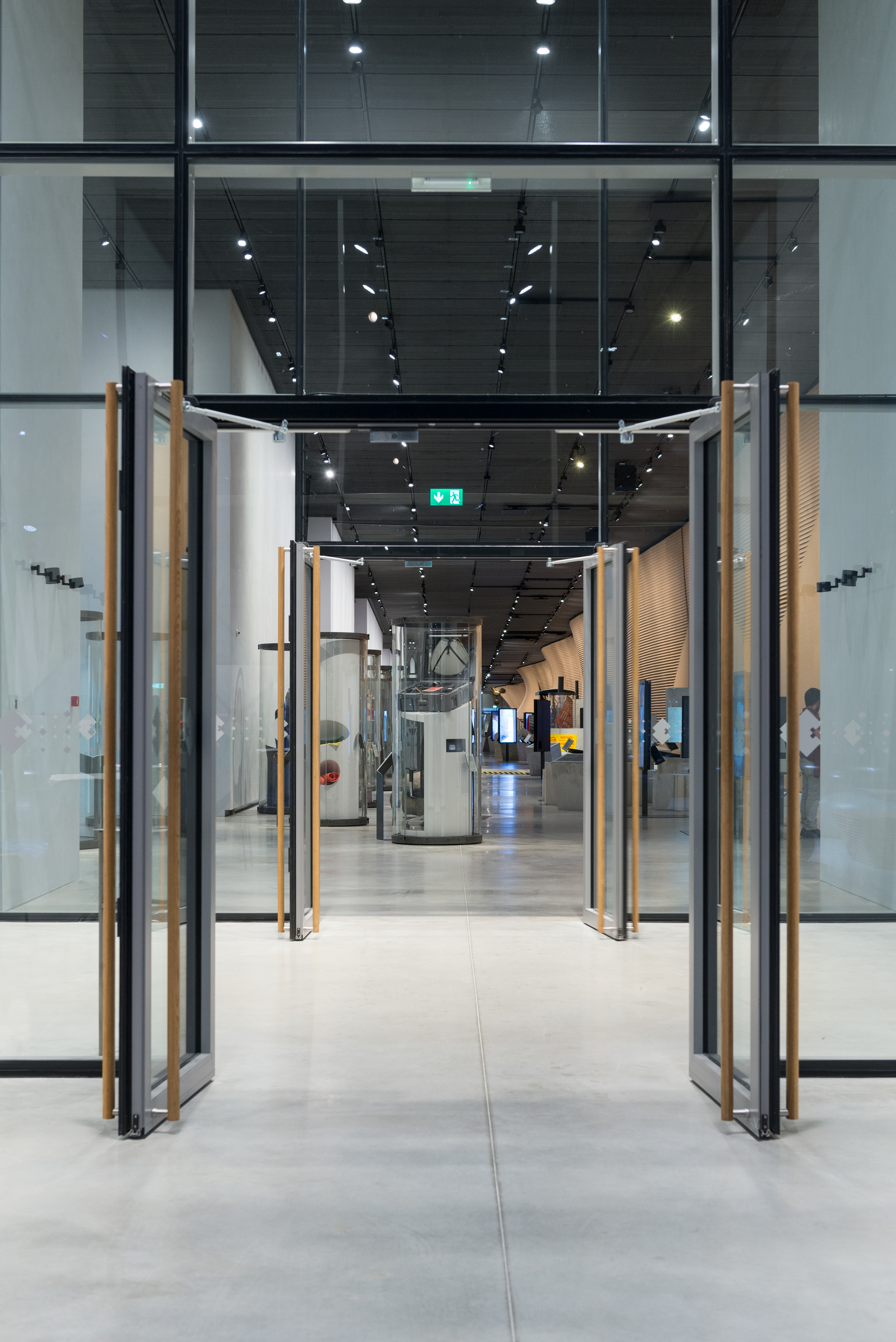
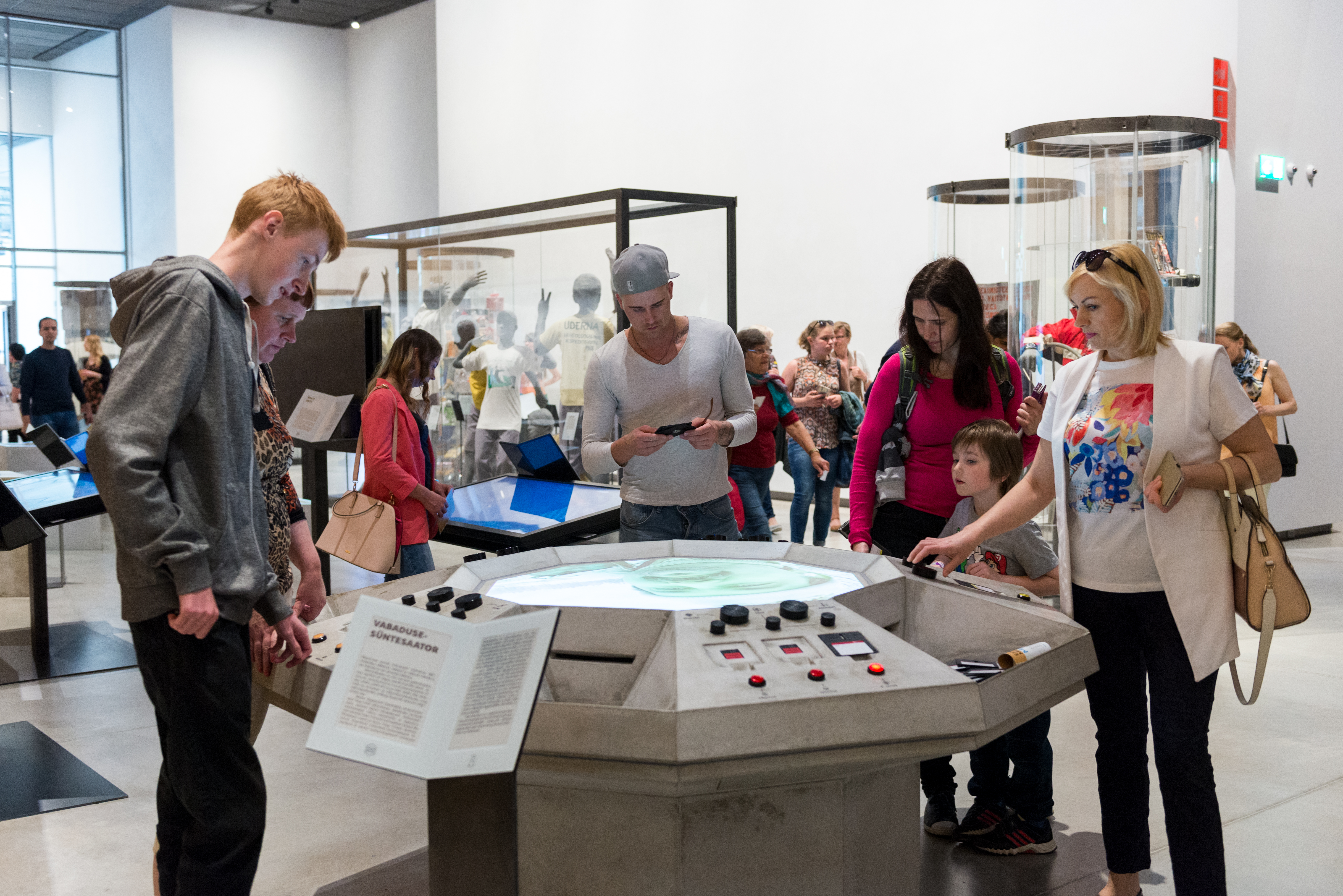
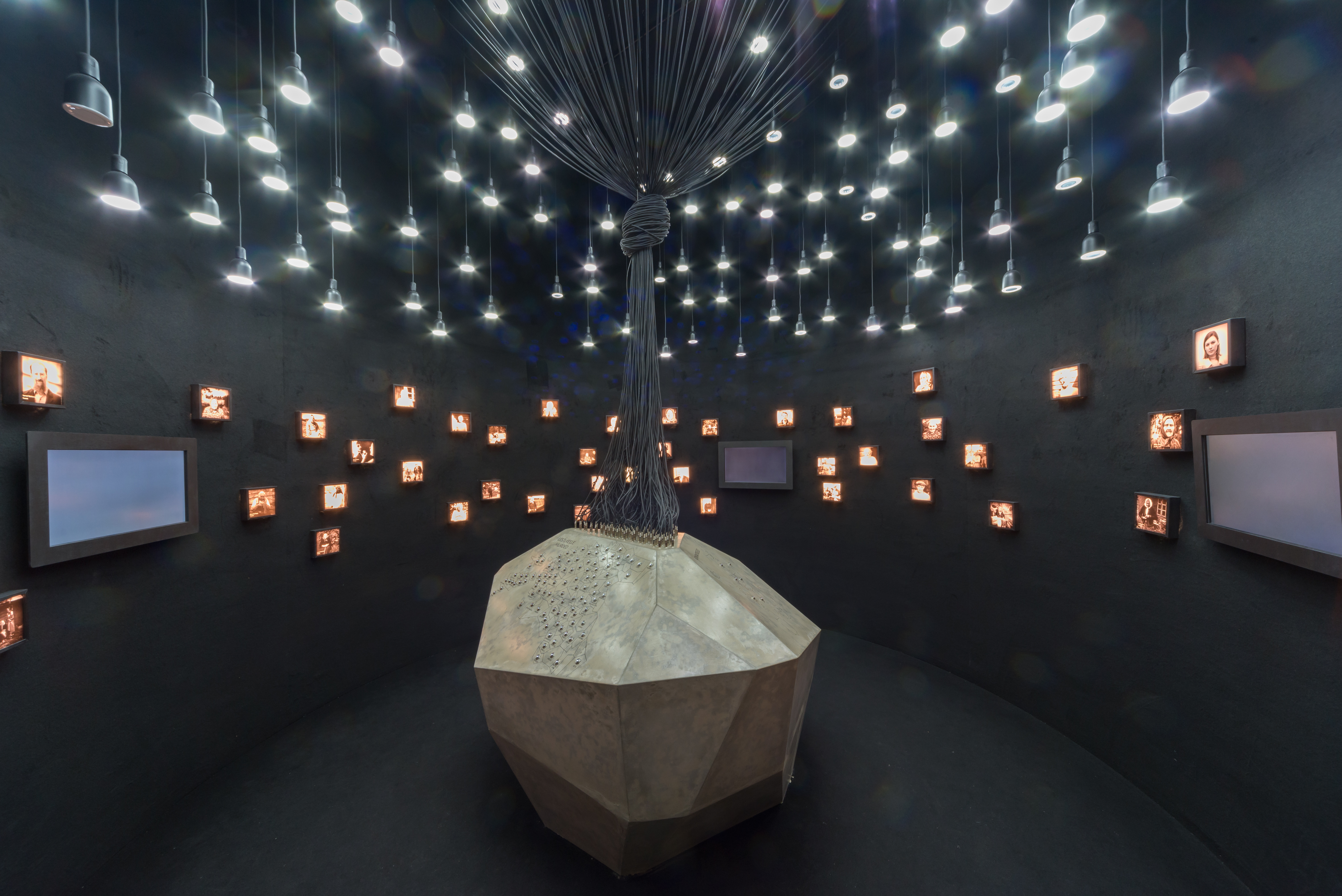
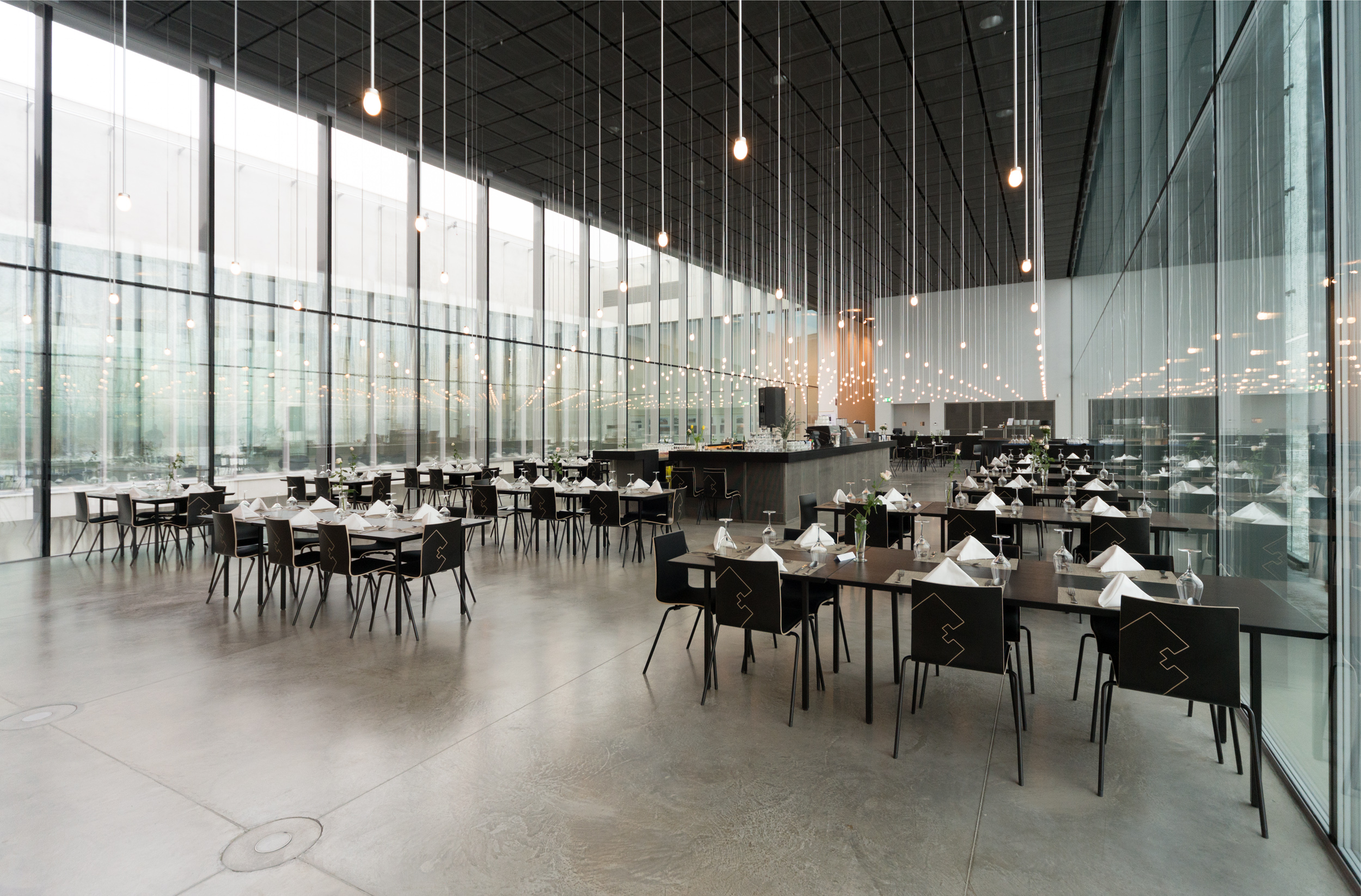

2010 Museum voor anticonceptie en abortus  Oostenrijk · 
2011 Museum voor verbroken relaties  Kroatië · 
2012 Glasnevin Cemetery  Ierland ·
2013 Museum van Batalha  Portugal ·
2014 Jānis Lipke-museum  Letland ·
2015 Internationaal Rode Kruis en Rode Halvemaan Museum  Zwitserland ·
2016 Micropia  Nederland ·
2017 Boris Jeltsin-museum  Rusland · 
2018 Nationaal Museum van Estland  Estland · 
2019 Weltmuseum Wien  Oostenrijk · 
2020 Haus der Geschichte Österreich  Oostenrijk · 
2021 CosmoCaixa  Spanje · 
2022 Wayne Modest, Nanette Snoep, Laura van Broekhoven & Leontine Meijer-van Mensch · 
2023 23,5 Hrant Dink Site of Memory   Turkije
Nationaal Museum van Estland · Heimtali volksmuseum